# Diandromyces
Diandromyces — рід грибів родини Laboulbeniaceae. Назва вперше опублікована 1918 року.

## Класифікація
До роду Diandromyces відносять 2 види:
- Diandromyces chilenus
- Diandromyces onorei